# Système cristallin tétragonal

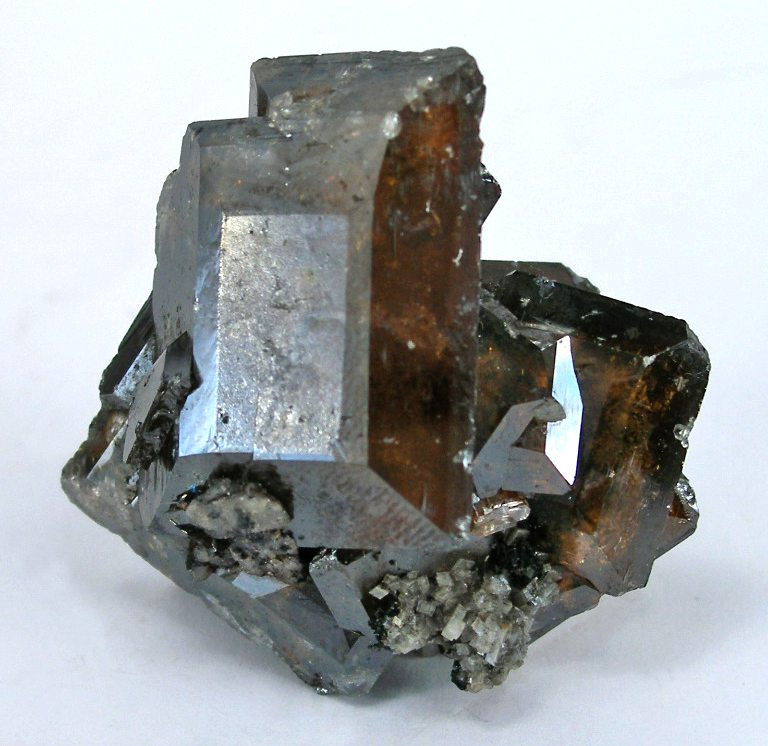
Wulfénite de Tsumeb, en Namibie.

En cristallographie, le système cristallin tétragonal (ou quadratique) est l'une des sept catégories de classement des cristaux dans l'espace tridimensionnel sur la base de leurs symétries morphologiques et de leurs propriétés physiques. Il regroupe les cristaux de symétries 4, 4, 4/m, 422, 4mm, 42m et 4/mmm, selon la notation d'Hermann-Mauguin, et repose sur le système réticulaire tétragonal, dont la maille a des paramètres cristallins a = b ≠ c, avec les angles α = β = γ = 90° (angles droits). Tout cristal tétragonal possède un seul axe de rotation quaternaire, direct (4) ou inverse (4).
| Réseau de Bravais  | Tétragonal primitif | Tétragonal centré |
| ------------------ | ------------------- | ----------------- |
| Symbole de Pearson | tP                  | tI                |
| Maille cristalline | Tétragonal primitif | Tétragonal centré |

## Classes cristallines

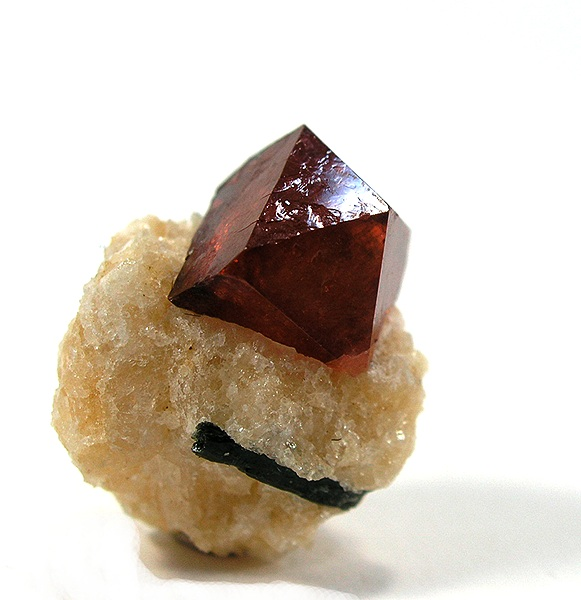
Zircon de Gilgit, au Pakistan.

Le tableau ci-dessous donne les numéros des groupes d'espace des tables internationales de cristallographie du système cristallin tétragonal, les noms des classes cristallines, les notations Schönflies, internationales, orbifold (en) et Coxeter (en) des sept groupes ponctuels, des exemples de minéraux et les groupes d'espace,.
| N°      | Groupe ponctuel            | Groupe ponctuel | Groupe ponctuel | Groupe ponctuel | Groupe ponctuel | Exemple                       | Groupes d'espace | Groupes d'espace                 |
| N°      | Classe (Groth)             | Intl            | Schoenflies     | Orbifold        | Coxeter         | Exemple                       | Primitif | Centré                           |
| ------- | -------------------------- | --------------- | --------------- | --------------- | --------------- | ----------------------------- | --- | -------------------------------- |
| 75-80   | Tétragonale pyramidale     | 4               | C4              | 44              | [4]+            | Pinnoïte, Richellite          | P4, P41, P42, P43 | I4, I41                          |
| 81-82   | Tétragonale disphénoïdique | 4               | S4              | 2x              | [2+,4+]         | Cahnite, Tugtupite            | P4 | I4                               |
| 83-88   | Tétragonale dipyramidale   | 4/m             | C4h             | 4*              | [2,4+]          | Scheelite, Wulfénite, Leucite | P4/m, P42/m, P4/n, P42/n | I4/m, I41/a                      |
| 89-98   | Tétragonale trapézoédrique | 422             | D4              | 224             | [2,4]+          | Cristobalite, Wardite         | P422, P4212, P4122, P41212, P4222, P4212, P4322, P43212                                                                                | I422, I4122                      |
| 99-110  | Ditétragonale pyramidale   | 4mm             | C4v             | *44             | [4]             | Diaboléite                    | P4mm, P4bm, P42cm, P42nm, P4cc, P4nc, P42mc, P42bc                                                                                     | I4mm, I4cm, I41md, I41cd         |
| 111-122 | Tétragonale scalénoédrique | 42m             | D2d             | 2*2             | [2+,4]          | Chalcopyrite, Stannite        | P42m, P42c, P421m, P421c, P4m2, P4c2, P4b2, P4n2                                                                                       | I4m2, I4c2, I42m, I42d           |
| 123-142 | Ditétragonale dipyramidale | 4/mmm           | D4h             | *224            | [2,4]           | Rutile, Pyrolusite, Zircon    | P4/mmm, P4/mcc, P4/nbm, P4/nnc, P4/mbm, P4/mnc, P4/nmm, P4/ncc, P42/mmc, P42/mcm, P42/nbc, P42/nnm, P42/mbc, P42/mnm, P42/nmc, P42/ncm | I4/mmm, I4/mcm, I41/amd, I41/acd |